# 巴特利·莊臣
布莱德利·约翰森（英語：Bradley Johnson，1987年4月28日—）在倫敦出生，是一名英格蘭職業足球員，司職中場，現效力英甲球會米尔顿凯恩斯。

## 球員生涯
约翰森的足球生涯在阿仙奴青訓系統開始，直到15歲才被放棄，於短暫在非聯賽球隊效力後加盟劍橋聯青年隊，並成功晉身一隊行列。2005年5月16日，莊臣轉投諾咸頓，莊臣先後被外借到艾貝斯費特聯和布洛治，隨著諾咸頓新帥斯圖亞特·格雷加盟，莊臣漸漸成為球隊正選成員。莊臣出色表現吸引了高雲地利、高車士打和昆士柏流浪，2008年1月2日，經過雙方討論後，莊臣加盟李斯特城，雙方在談論期間有爭議，終致交易告吹。
不久，列斯聯表示對莊臣有興趣，最終在2008年1月8日，列斯聯與諾咸頓達成共識，莊臣以25萬英鎊身價加盟，並與列斯聯簽下3年半合約。2008年1月15日，莊臣在對克魯的賽事首次代表列斯聯上陣。2008年3月8日對般尼茅夫的賽事中，莊臣攻入加盟以來的首球，並助球隊以2-0戰勝對手。
莊臣的合約於2011年夏季屆滿，列斯聯與他商討續約條件，惟未能達成協議，2010年11月18日列斯聯宣佈將他列入轉會名單，在冬季轉會窗有合適出價會讓他離隊，期間與多支英超球隊包括保頓、史篤城及韋根扯上關係，而領隊西蒙·加利臣亦承認隊中缺乏中場派牌角色，如沒有替補人選，莊臣將會留隊。莊臣於英格蘭足總盃第三圈重賽1-3負於母會阿仙奴的入球獲選為列斯聯年度金球，而他與球隊的合約談判拉鋸至2011年5月26日宣佈正式結束，列斯聯證實他於季後離隊。
2011年7月1日於合約屆滿後莊臣免費轉投新升英超的诺里奇城，簽約三年。
2013年2月14日，诺里奇城宣佈與莊臣續簽三年新合約留隊至2016年6月。
2015年2月17日，诺里奇城與莊臣簽署一份三年半新合約留隊至2018年6月。

## 外部連結
- 足球数据库：巴特利·莊臣的球员统计数据